# Аквилина
Аквилина је хришћанска мученица и светитељка из 3. века. 
Рођена је у Палестини, у граду Библосу, од хришћанских родитеља. У својој седмој години мала Аквилина већ је била потпуно упућена у хришћански живот, а у десетој години она је са великом ревношћу проповедала веру у Исуса Христа својим другарицама. Када је настало гоњење хришћана за време цара Диоклецијана, неко је одао Аквилину царском намеснику Волусијану. Волусијан је наредио да је најпре шибају, потом да јој усијану шипку прободу кроз уши и мозак. До последњег часа девица Аквилина је слободно и јавно исповедала веру у Христа; а када су јој мозак и крв почели тећи из главе, она је пала као мртва. Намесник, мислећи да је Аквилина заиста мртва, је наредио да је изнеси ван града и баце на ђубриште. 
У хришћанској традицији помиње се да јој се ипак ноћу јавио анђео Божји и рекао јој: „Устани, буди здрава!" И девица је заиста устала, и била здрава, и дуго се захваљивала Богу, молећи Га, да јој не ускрати да доврши мученички подвиг. У хришћанкој традицији помиње се и да се тада чуо глас са неба "Иди, биће ти, како молиш!". И Аквилина је пошла у град. Хришћани верују да се капија градска сама пред њом отворила и да је она дошла и ушла, слично духу, у двор намесников и јавила се намеснику пред постељом његовом. Намесник је био обузет неисказаним ужасом, видећи живу девицу, за коју је мислио да је мртва. Сутрадан по његовој наредби џелати су извели Аквилину, да је посеку мачем. Пред посечење девица се на коленима помолила Богу и преминула. Џелат јој је мртвој одсекао главу. Хришћани верују да су њене мошти давале исцељење многим болесницима. Света мученица Аквилина је пострадала због вере у Христа 293. године, у својој дванаестој години живота.
Српска православна црква слави је 13. јуна по црквеном, а 26. јуна по грегоријанском календару.